# جون سويني (سياسي)
جون سويني هو سياسي أمريكي، ولد في 1924، وتوفي في 13 ديسمبر 2016. نشط حزبياً في الحزب الديمقراطي. وقد انتخب عضو مجلس نواب أوهايو ‏.